# Slakthusområdet (tunnelbanestation)
Slakthusområdet är en planerad tunnelbanestation inom Stockholms tunnelbana, inom stadsbyggnadsområdet med samma namn. Stationen förväntas öppna år 2030. Stationen kommer att få uppgångar i norr och i söder. Uppgången mot Slakthustorget i norr kan även ses som en bytespunkt mot Tvärbanans hållplats Globen, men dessa byten kommer i huvudsak att ske vid Gullmarsplan. 
Stationerna vid Globen och Enskede gård kommer att läggas ned, och stationen vid Slakthusområdet ersätter dessa. Söder om stationen höjer sig banan och går upp på ytan strax norr om Sockenplan och ansluter till befintlig bana där. Sträckan Sockenplan - Hagsätra, med befintliga stationer, flyttas över från Gröna linjen till Blå linjen.